# Luis Roberto Alves
Luís Roberto Alves dos Santos Gavranić (Mexikóváros, 1967. május 23. – ) mexikói válogatott labdarúgó. Édesapja után leginkábbZague néven ismerik Mexikóban.

## Pályafutása

### Klubcsapatban
Mexikóvárosban született brazil apától és horvát anyától. Gyermekkorát Brazíliában töltötte és Corinthinas utánpótlásában kezdte a labdarúgást. 1985-ben visszatért Mexikóba és még abban az évben bemutatkozott Club América csapatában, melynek színeiben 1996-ig játszott. A CONCACAF-bajnokok kupáját három, a bajnokságot és a szuperkupát két-két alkalommal nyerte meg. 1996 és 1997 között az Atlante játékosa volt. 1997-ben visszatért a Club Américához, ahol egy évet töltött. 1998 és 1999 között ismét az Atlante csapatát erősítette. 2000 és 2003 között a Club Necaxa csapatában játszott. 

### A válogatottban
1988 és 2002 között 84 alkalommal szerepelt az mexikói válogatottban és 30 gólt szerzett. Részt vett az 1991-es CONCACAF-aranykupán, az 1994-es világbajnokságon és az 1995-ös Copa Américán, illetve tagja volt az 1993-as Copa Américán ezüstérmet és az 1995-ös konföderációs kupán bronzérmet és az 1993-as CONCACAF-aranykupán aranyérmet szerző csapatnak is. Utóbbin a torna legeredményesebb játékosa volt 11 találattal. 

## Sikerei, díjai
Club América
- CONCACAF-bajnokok kupája győztes (3): 1987, 1990, 1992
- Mexikói bajnok (2): 1987–88, 1988–89
- Mexikói szuperkupagyőztes (2): 1988, 1989
- Copa Interamericana (1): 1990

Mexikó
- CONCACAF-aranykupa győztes (1): 1993
- Konföderációs kupa bronzérmes (1): 1995

Egyéni
- A CONCACAF-aranykupa gólkirálya (1): 1993 (11 gól)